# Aspàsia de Milet

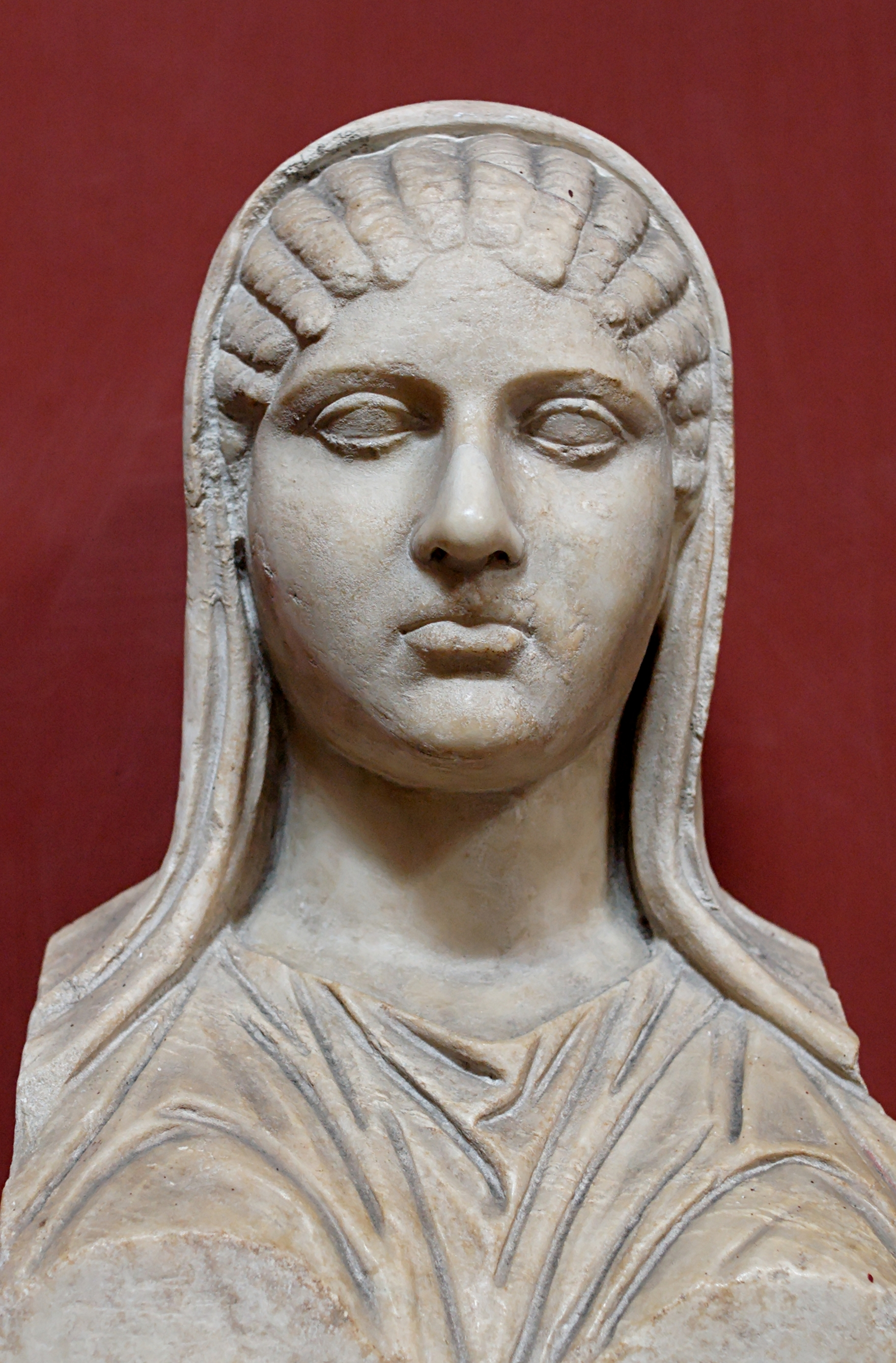
Aspàsia de Milet (470 aC - 400 aC), amant de Pèricles

Aspàsia de Milet (c. 470 aC - c. 400 aC, en grec: Ἀσπασία) fou una dona milèsia, deixebla del científic Anaxàgores, mestra de retòrica de Sòcrates i logògrafa.
Se sap molt poc de la seva infantesa i joventut, sembla que va ser filla d'Axíoc. Aspàsia va ser educada al temple d'Afrodita i ningú va concertar un matrimoni per a ella, com era costum a l'època. Cap als vint anys es va traslladar a Atenes, on va passar la major part de la vida adulta.
En arribar a Atenes, Aspàsia va obrir una escola per dones joves la qual, com que no era costum instruir a dones i nenes en disciplines que no tinguessin a veure amb la tasca de portar una llar (oikos), va ser objecte d'atacs, i alguns escriptors i historiadors de l'època documentaren que el que Aspàsia tenia era un bordell i que ella mateixa era hetaira, encara que quasi tots els estudiosos moderns descarten aquesta afirmació basant-se en el fet que els acusadors eren poetes còmics que volien difamar Pèricles, com Hermip d'Atenes.
Poc després d'arribar a Atenes, Aspàsia va conèixer Pèricles, qui es va enamorar d'ella. Van ser amants des d'aproximadament el 450 aC-445 aC fins a la mort d'aquest, el 429 aC. De jove, Pèricles s'havia casat amb una parenta vídua més gran que ell amb la qual tenia tres fills, però no vivia bé. Això va fer que es divorciés de la dona i portés Aspàsia a viure a casa seva sense formalitzar la unió, ja que la llei prohibia l'enllaç amb dones estrangeres perquè no podien obtenir la ciutadania d'Atenes.
La casa d'Aspàsia fou un centre literari i filosòfic que va exercir força influència cultural. S'hi celebraven sopars en què ella participava activament junt amb Sòcrates, Fídies, Anaxàgores i, molt probablement, Sòfocles i Eurípides. La importància d'Aspàsia a la ciutat es reflecteix en la quantitat d'obres d'autors de l'època i posteriors en què apareix. L'esmenten en els seus escrits Plató, Aristòfanes i Xenofont, entre d'altres. En alguns d'aquests escrits apareix com a model de dona intel·ligent i amant de la saviesa, consellera de Pèricles en els assumptes d'estat i mestra de retòrica dels homes més brillants de la ciutat, mentre que en altres apareix com una cortesana luxuriosa. També Plutarc s'hi refereix en la seva biografia de Pèricles insinuant que Aspàsia podria haver influït tant en Pèricles com en altres polítics atenesos així com en la guerra contra Samos (440 aC), que interessava a Milet i en què Atenes va intervindre. També se l'esmenta en obres modernes, com ara els poemes de Leopardi o novel·les històriques que recreen l'època.
En morir Pèricles, es creu que Aspàsia va esdevenir amant de Lísicles d'Atenes, un altre dirigent atenenc. Un fill de Pèricles i Aspàsia, Pèricles el Jove, va esdevenir general en l'exèrcit atenenc i seria un dels sis executats després de la derrota de les Arginuses, el 407 aC.